# Jos Le Bras

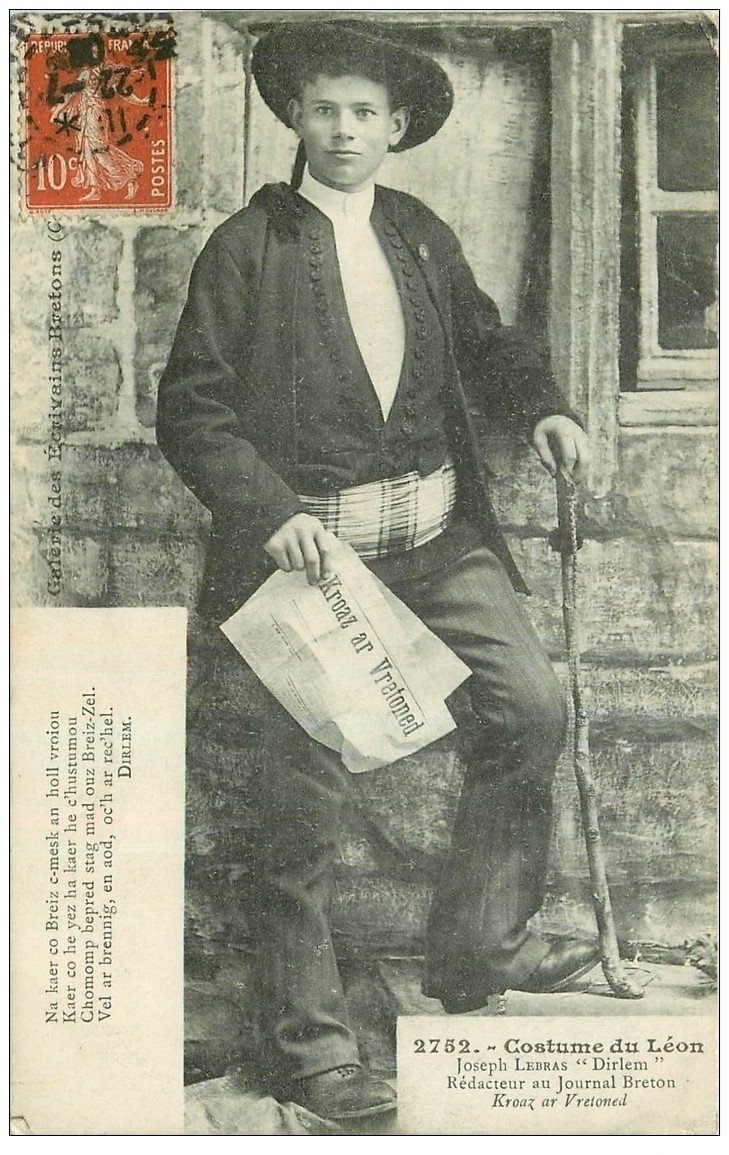
Jos Le Bras en 1908

Joseph Pierre Marie Le Bras (alias Jos Le Bras, Jos ar Braz, Jos-Per ar Braz, Yann Brezal, Dirlem) est né le 8 novembre 1889 à Saint-Sauveur et mort pour la France au combat le 8 septembre 1915. Il est poète et activiste breton.

## Biographie
Jos Le Bras est né dans une famille de pauvres cultivateurs. Après des études à Landivisiau, il devint instituteur, d'abord dans l'enseignement catholique, puis en 1913 dans une école publique à Plouguin.
Mobilisé en 1914, il était caporal au 48e de ligne. Il est mort le 8 septembre 1915 à Vienne-le-Château près de Bar-le-Duc dans la Marne. Son nom figure sur le monument aux morts de Guimiliau, à 5 km de Saint-Sauveur, son lieu de naissance.

## Œuvre
Il a écrit des poèmes et un roman en breton léonard.
Il a publié des articles, sous les noms de plume de Yann Brezal ou Dirlem, dans plusieurs journaux et revues comme Kroaz ar Vretoned, Breizh Dishual et Brug dans lesquels il défendait la langue bretonne et l'indépendance de la Bretagne. Il a milité au parti nationaliste breton.

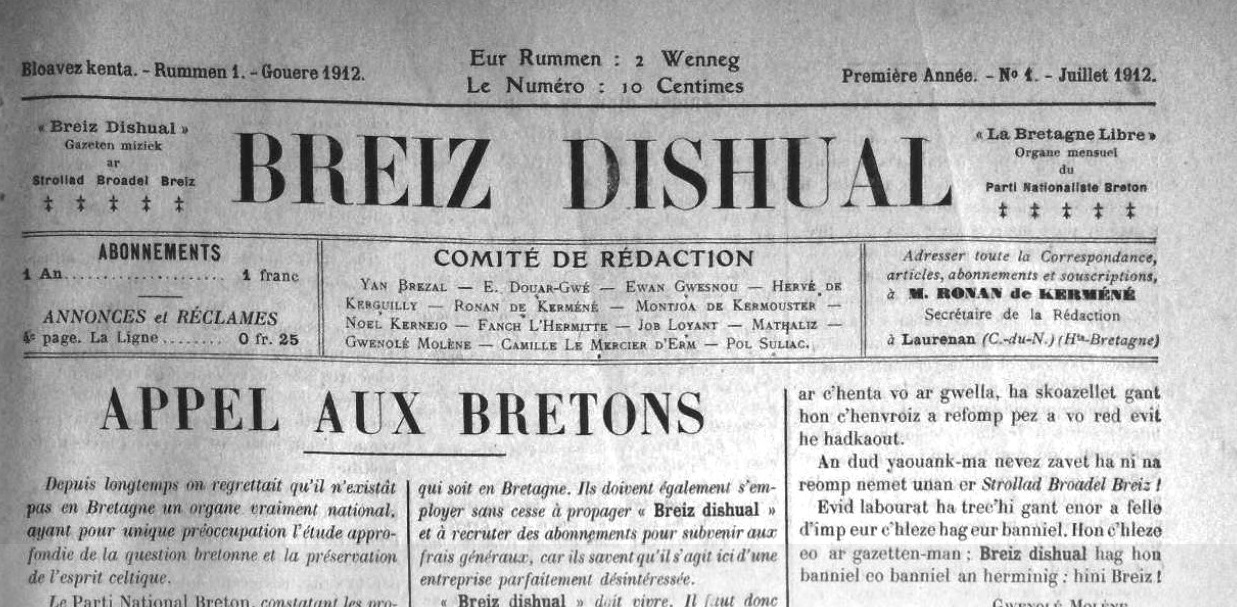
Première page du mensuel Breiz Dishual - N°1, juillet 1912

## Hommages
Il est cité au Panthéon sur la stèle des écrivains morts pour la France.
Une plaque commémorative à la nécropole militaire franco-allemande de Maissin porte un de ses poèmes. Le texte en est :
« Ar prezeger gwella, hep mar, eo ar Maro / 
Rak e vouez a zo don ! Selaou, den kalonek, / 
Laret a ra bezan Bretoned Karantek. / 
Keneil, demp alies da welet ar bezio. / Jos-Pêr ar Braz (Dirlem) 1889-1915 
(traduction : La mort est le meilleur prêcheur, car sa voix porte jusqu’au fond ! Écoute, toi qui as du cœur : elle te demande d’être Breton de toute ton âme. Amis, allons souvent nous recueillir sur les tombes.) » 
(texte intégral du poème dans les Annales de Bretagne).

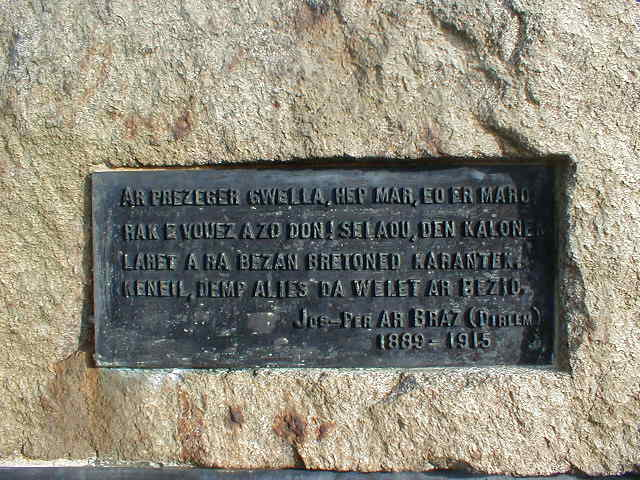